# 苏家洋井
苏家洋井，是位于中国福建省宁德市柘荣县楮坪乡苏家洋村东北侧张氏宗祠后门的一个清代古建筑，2011年7月入选第八批柘荣县文物保护单位。
苏家洋井是苏家洋村民曾经的唯一饮用水源，始建于清朝道光四年（1824年），井水深1.75米，井口朝向西南，井栏由青石筑造，面宽0.96米，进深0.95米，高0.5米，厚9厘米，井坪宽各1米。